# داروی نسخه‌ای

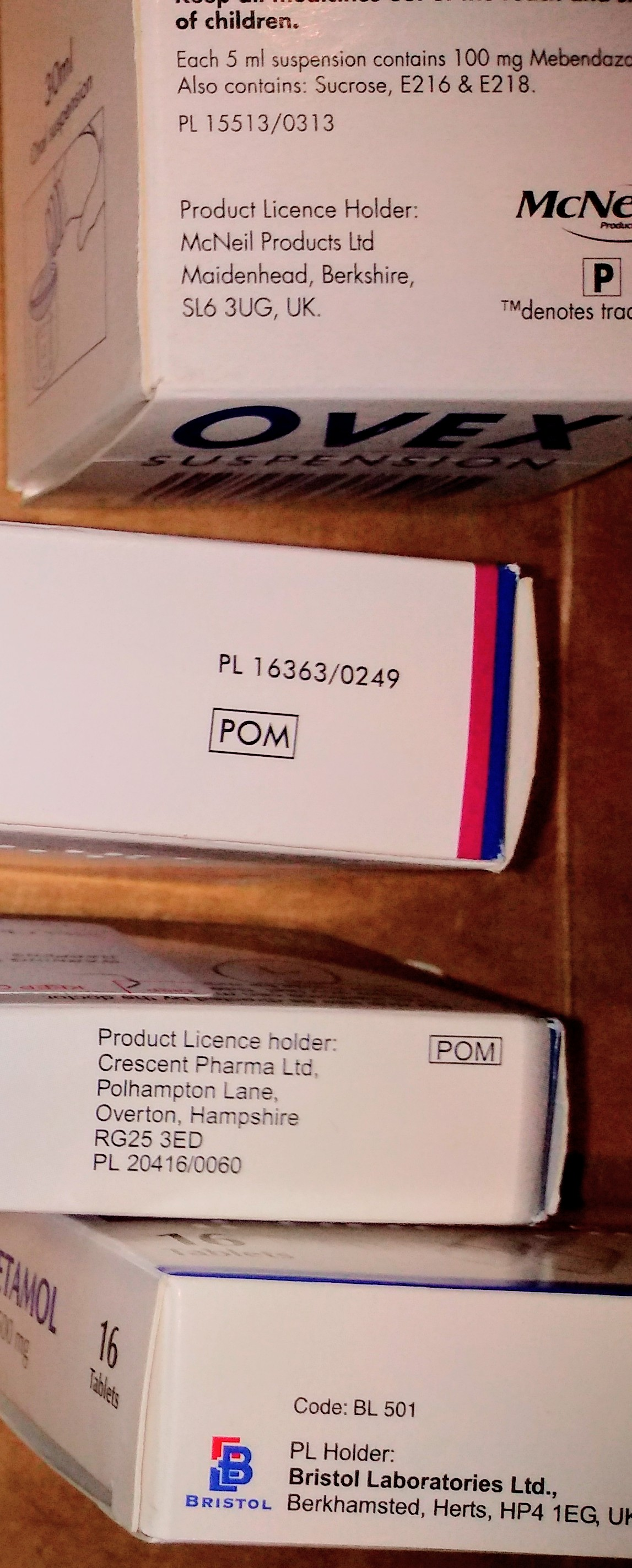

داروی نسخه‌ای داروی شیمیایی است که قانوناً برای خرید نیاز به نسخه پزشک دارد. در مقابل، داروی بدون نسخه دارویی است که می‌توان بدون نسخه آن را خرید. دلیل این تفاوت در کنترل مواد شیمیایی مورد در داروها سوءاستفاده احتمالی از آن، به صورت سوءمصرف مواد تا پزشکی بدون جواز و بدون آموزش کافی است. حوزه‌های قضایی مختلف تعاریف مختلفی از داروهای نسخه ای دارند.